# Battaglia di Vaprio d'Adda (1521)
La battaglia di Vaprio d'Adda del 13-14 novembre 1521 fu uno scontro militare della Guerra d'Italia del 1521-1526. Motivo del contendere fu il possesso del Ducato di Milano, acquisito dai francesi con la battaglia di Marignano del 1515, che Carlo V voleva restituire agli Sforza in seguito all'alleanza stipulata con papa Leone X subito dopo il Trattato di Worms del 25 maggio 1521.

## Antefatti
Nell'estate del 1521 papa Leone X scomunicò il re di Francia per cacciarlo dalla Lombardia e gli dichiarò guerra. La Francia trovò nella Repubblica di Venezia il suo alleato e Odet de Foix il comandante delle truppe, supportato dai mercenari svizzeri.
Il 30 ottobre l'esercito imperiale, guidato da Prospero Colonna, si accampò attorno ad Asola. Contava 1 560 cavalieri pesanti, 2 000 cavalleggeri, 6 000 fanti italiani, 5 000 fanti spagnoli e 10 000 mercenari svizzeri più 18 pezzi d'artiglieria di grande e piccolo calibro. I francesi del Lautrec si trovavano invece ad Ostiano e i veneziani del provveditore Andrea Gritti a Pontevico. 
I mercenari svizzeri di entrambi gli schieramenti da tempo facevano pressioni sui comandanti per ottenere una seconda o addirittura una terza paga oltre a quella spettante per il mese corrente ma quelli erano restii ad accontentarli poiché se lo avessero fatto subito si sarebbero accodati anche i soldati di altre nazionalità. Già il giorno successivo oltre 1 000 fanti provenienti dal cantone dei Grigioni e oltre 3 000 da quello di Zurigo, per non aver ottenuto una terza paga, abbandonarono il campo francese e si rimisero in marcia verso la loro patria. 
Lo stesso giorno gli imperiali iniziarono a marciare in direzione di Milano puntando su Ostiano e costringendo il Lautrec ad una cauta ritirata verso Robecco d'Oglio. Malgrado i movimenti del nemico, il Maresciallo di Francia non credeva ad un'offensiva sul capoluogo lombardo e pensava che l'insubordinazione degli svizzeri presenti nell'esercito nemico ne avrebbero rallentato l'avanzata. I veneziani d'altra parte erano di parere opposto e ritenevano che qualora l'esercito imperiale si fosse avviato verso Milano, le forze franco-veneziane difficilmente sarebbero state in grado di fermarlo in campo aperto a causa dei minori effettivi. A quel punto il Lautrec sarebbe stato costretto a ritirarsi a Crema o a Cremona e i veneziani a Bergamo, Brescia e Verona poiché la campagna bresciana, in seguito alle forti piogge degli ultimi giorni, era diventata una distesa di fango e campi allagati.
Il 1 novembre le previsioni veneziane si rivelarono corrette. Malgrado qualche defezione tra le file degli svizzeri del Vallese e dei Grigioni, il Colonna proseguì la sua marcia puntando su Robecco, forzando i francesi e i veneziani ad accordarsi per una ritirata rispettivamente su Soncino e su Orzinuovi, poste l'una di fronte all'altra e separate dal fiume Oglio, che implicava l'abbandono della Bassa Bresciana al nemico. Il Lautrec tuttavia non mantenne la parola e il 2 ripiegò direttamente su Cremona lasciando oltre trenta chilometri in linea d'aria di distanza tra i due accampamenti. La decisione non piacque a Girolamo Pesaro, provveditore generale di terraferma, che si trovò scoperto e si affrettò a rinforzare le difese di Brescia reclutando valligiani della Val Trompia e facendo tornare in città i 500 fanti che costituivano la guarnigione a Salò.
Nei giorni successivi l'esercito imperiale attraversò lentamente i borghi della Bassa, facendo rifornimento di vettovaglie e tra il 6 e il 7 novembre gettò un ponte di barche sull'Oglio tra Roccafranca e Pumenengo. I cavalleggeri francesi cercarono di ostacolare le operazioni finché la controparte, guadato l'Oglio presso Rudiano, non li attaccò sconfiggendoli dopo una breve scaramuccia.
Nel frattempo il Lautrec si accordò con i veneziani affinché i due eserciti si riunissero nel cremasco per poi impedire il passaggio dell'Adda al nemico; inviò inoltre i cavalleggeri nella Gera d'Adda per distruggere i mulini, dar fuoco e alla paglia e saccheggiare quante più provviste possibili in modo da far terra bruciata.

## Battaglia
Tra il 9 e il 10 novembre l'esercito franco-veneziano, forte di 8 000 fanti e 1 200 lance, dopo essersi riunito, si accampò tra Truccazzano e Cassano d'Adda, iniziò a fortificare con ripari e bastioni le sponde del fiume e a piantare l'artiglieria, ponendovi a difesa dei drappelli di fanteria e facendone perlustrare continuamente le sponde dai cavalleggeri. 
La mattina dell'11 il Colonna, Federico II Gonzaga e Giovanni delle Bande Nere erano alloggiati a Vailate con i lanzichenecchi, la fanteria italiana e la cavalleria pesante, Matteo Schiner e Bartolomeo da Martinengo si trovavano a Caravaggio con gli svizzeri, Fernando Francesco d'Avalos a Pandino con la fanteria e la cavalleria spagnola.
Il 12 novembre i comandanti dell'esercito imperiale cavalcarono lungo il fiume cercando di individuare il luogo migliore per il passaggio delle truppe. In tarda serata circa 2 000 fanti italiani e 1 500 lanzichenecchi fecero finta di spostarsi da Vailate verso Treviglio ma in realtà si portarono a due miglia a nord di Rivolta d'Adda dove piantarono 12 pezzi d'artiglieria e iniziarono a tirare contro le posizioni nemiche che risposero al fuoco. In realtà gli imperiali conoscevano bene le posizioni del nemico e ingaggiarono questa scaramuccia solo quale diversivo per catturare l'attenzione dei franco-veneziani, facendogli credere di essere intenzionati a passare il fiume in quel tratto.
Verso le nove di mattina del 13 novembre infatti un contingente di fanteria italiana provvisto di tre sole barche giunse a Canonica d'Adda e constatata l'assenza di rilevanti forze nemiche a Vaprio d'Adda, ovvero sull'altra sponda del fiume, iniziò ad attraversarlo. I francesi infatti avevano deputato a difendere quel tratto del fiume solamente un esiguo numero di cavalleggeri che alloggiavano verosimilmente a Villa Melzi, posta in posizione dominante e che non si accorsero di nulla, se non quando cinque bandiere italiane erano ormai passate. Quando i cavalleggeri iniziarono a contrattaccare, erano ormai passate nove bandiere e si trovarono presto in forte inferiorità numerica pertanto chiesero aiuto alla cavalleria di stanza nella vicina Groppello d'Adda. Verso le cinque o le sei del pomeriggio finalmente arrivarono i rinforzi francesi, costituiti da 2 400 fanti, 1 000 cavalieri pesanti e tre pezzi d'artiglieria di piccolo calibro guidati dal Lescun. Lo scontro fu feroce e durò per circa tre ore ma alla fine i francesi riuscirono a temporaneamente respingere la fanteria italiana, con pesanti perdite da ambo le parti, sebbene più gravi tra gli imperiali.
Verso le tre di notte del 14 novembre l'artiglieria imperiale, piantata a Canonica, iniziò a tirare contro le posizioni nemiche. I francesi inviarono sette pezzi d'artiglieria di piccolo calibro per difendere Vaprio ma al sopraggiungere degli svizzeri dello Schiner si ritirarono prima a Cassano poi in tarda serata a Truccazzano. Contemporaneamente la cavalleria pesante al comando di Giovanni dalle Bande Nere e le truppe sforzesche di Gian Giacomo Medici cercarono di guadare nei pressi di Rivolta e sconfissero la controparte guidata da Ugo Pepoli lasciando libero il resto dell'esercito di realizzare un secondo ponte di barche e di iniziare a passare il fiume. Tra il 14 e il 15 novembre tutto l'esercito imperiale passò l'Adda, smontò i ponti di barche e si accampò per la sera a Melzo e nei borghi vicini. I veneziani e i francesi si ritirarono a Melegnano e nei borghi vicini.

## Conseguenze
Il 16 novembre le forze franco-veneziane si attestarono nel borgo di Porta Ticinese e a difesa delle porte di Milano, che avevano iniziato a fortificare con ripari. Le relazioni tra il Lautrec e il Gritti si erano ormai ai minimi termini dopo che il francese aveva spinto affinché i veneziani versassero la paga ai mercenari svizzeri poiché si trovava a corto di denaro. Il popolo milanese mal sopportava la crudeltà dei francesi e si temevano rivolte. Lo stesso giorno l'esercito imperiale si accampò a Melegnano.
Verso le 23 del 19 novembre il Colonna e l'Avalos al comando dei lanzichenecchi e dei cavalieri pesanti lo Schiner al comando degli svizzeri insieme a qualche pezzo d'artiglieria si presentarono dietro il retrofosso del borgo di Porta Ticinese, difeso da circa 1 200-1 500 cavalieri appiedati, quasi tutti veneziani guidati da Giulio Sanseverino e Teodoro Trivulzio. L'assalto ebbe successo e permise agli imperiali di prendere possesso del borgo e di catturare gran parte dei difensori, tra cui i due comandanti, a fronte di perdite molto lievi. Il Gritti, accortosi della situazione, si recò presso una casa del borgo di Porta Comasina dove alloggiava il Lautrec insieme agli altri comandanti francesi e lo incitò a difendere la città. Il Lautrec si disse d'accordo ma non inviò alcun rinforzo alle porte meridionali.
Nel frattempo 2 000-4 000 schioppettieri iniziarono a tirare fittamente contro Porta Romana e Porta Lodovica. I difensori, ancora una volta quasi tutti veneziani, scarsamente protetti da ripari alti appena un braccio e mezzo, circa un metro, non riuscirono a rispondere con un fuoco altrettanto efficace. Il Lautrec infatti, non credendo probabile che gli imperiali riuscissero ad arrivare alle porte di Milano, non aveva fortificato adeguatamente le porte. Presto i difensori abbandonarono le armi e si diedero alla fuga senza neppure recuperare i loro beni negli alloggi o (per chi non ne disponeva) cercare di rubare i cavalli per paura di essere linciati dal popolo. Il Gritti tornò di nuovo dal Lautrec che dopo essersi consultato con i suoi subordinati, decise di abbandonare la città. 
Poco dopo qualcuno calò il ponte levatoio di Porta Ticinese, probabilmente gli stessi milanesi, permettendo ai comandanti dell'esercito imperiale di entrare in città accolti al grido di "Chiesa, Impero, Duca, Palle!". Il Gritti insieme a parte delle truppe veneziane, si rifugiò a Lodi mentre altre fuggirono a Lecco e a Bergamo. I francesi si ritirarono perlopiù a Como.
In seguito alla vittoria di Vaprio e alla presa di Milano, Francesco II Sforza venne installato quale nuovo Duca di Milano in accordo con i patti stretti tra Carlo V e Leone X.